# 広島県の図書館一覧
広島県の図書館一覧（ひろしまけんのとしょかんいちらん）は、広島県内にある全ての図書館の一覧である。（学校図書館を除く。）

## 県立図書館
- 広島県立図書館

## 市町立図書館

### 市部
- 広島市立図書館
  - 広島市立中央図書館
    - 広島市立安芸区図書館
    - 広島市立安佐北区図書館
    - 広島市立安佐南区図書館
    - 広島市立佐伯区図書館
      - 広島市立佐伯区図書館湯来河野閲覧室

    - 広島市立中区図書館
    - 広島市立西区図書館
    - 広島市立東区図書館
    - 広島市立南区図書館
    - 広島市まんが図書館
      - 広島市まんが図書館あさ閲覧室

  - 広島市こども図書館
  - 広島市映像文化ライブラリー
- 呉市立図書館
  - 呉市音戸図書館
  - 呉市川尻図書館
  - 呉市倉橋図書館
  - 呉市昭和図書館
  - 呉市中央図書館
  - 呉市広図書館
  - 呉市安浦図書館
- 市立竹原書院図書館
- 三原市立図書館
  - 三原市立久井図書館
  - 三原市立中央図書館
  - 三原市立本郷図書館
  - 三原市立大和図書館
- 尾道市立図書館
  - 尾道市立因島図書館
  - 尾道市立瀬戸田図書館
  - 尾道市立中央図書館
  - 尾道市立みつぎ子ども図書館
  - 尾道市立向島子ども図書館「わくわく」
- 福山市図書館
  - 福山市かんなべ図書館
  - 福山市新市図書館
  - 福山市中央図書館
    - 福山市中央図書館水呑分室

  - 福山市東部図書館
  - 福山市沼隈図書館
  - 福山市北部図書館
  - 福山市松永図書館
- 府中市立図書館
  - 府中市立図書館上下分室
- 三次市立図書館
  - 三次市立吉舎図書館
  - 三次市立君田図書館
  - 三次市立甲奴図書館
  - 三次市立作木図書館
  - 三次市立図書館
  - 三次市立布野図書館
  - 三次市立三良坂図書館
  - 三次市立三和図書館
- 庄原市立図書館
  - 庄原市立図書館口和分館
  - 庄原市立図書館西城分館
  - 庄原市立図書館総領分館
  - 庄原市立図書館高野分館
  - 庄原市立図書館東城分館
  - 庄原市立図書館比和分館
- 大竹市立図書館
- 東広島市立図書館
  - 東広島市立安芸津図書館
  - 東広島市立黒瀬図書館
  - 東広島市立河内こども図書館
  - 東広島市立サンスクエア児童青少年図書館
  - 東広島市立中央図書館
    - 東広島市立中央図書館豊栄分室
    - 東広島市立中央図書館福富分室
- はつかいち市民図書館
  - はつかいち市民大野図書館
  - はつかいち市民さいき図書館
- 安芸高田市立図書館
  - 安芸高田市立甲田図書館
  - 安芸高田市立中央図書館
  - 安芸高田市立田園パラッツォ図書館
  - 安芸高田市立美土里図書館
  - 安芸高田市立向原図書館
  - 安芸高田市立八千代図書館
- 江田島市立図書館
  - 江田島市立江田島図書館
  - 江田島市立能美図書館

### 町部
- 府中町立図書館
- 海田町立図書館
- 熊野町立図書館
- 坂町立図書館
  - 坂町町民センター図書室
- 安芸太田町立図書館
  - 安芸太田町立図書館筒賀分室
  - 安芸太田町立図書館戸河内分室
- 北広島町図書館
  - 北広島町図書館芸北分館
  - 北広島町図書館千代田分館
  - 北広島町図書館豊平分館
- 大崎上島文化センター情報プラザ・エル図書室
- 世羅町立図書館
  - 世羅町甲山図書館
  - 世羅町世羅図書館
  - 世羅町せらにし図書館
- 神石高原町シルトピアカレッジ図書館